# Madatyphlops cariei
Madatyphlops cariei — вимерлий вид змій родини сліпунів (Typhlopidae), що був ендеміком Маврикію. Вид названий на честь маврикійського натураліста Поля Карьє, який знайшов рештки цього виду під час розкопок в Мар-о-Сонж у 1900 році.

## Опис
Madatyphlops cariei відомий лише за сімома скам'янілими хребцями з середини тіла. Його довжина, ймовірно, становила близько 200 мм, отже Madatyphlops cariei був значно більшим за брамінського сліпуна (Indotyphlops braminus), який наразі поширений на Маврикії.

## Поширення і екологія
Madatyphlops cariei жили в тропічних лісах і вимерли після колонізації острова у XVII столітті.